# Chaetolepis alpina
Chaetolepis alpina är en tvåhjärtbladig växtart som beskrevs av Charles Victor Naudin. Chaetolepis alpina ingår i släktet Chaetolepis och familjen Melastomataceae.
Artens utbredningsområde är Colombia. Inga underarter finns listade i Catalogue of Life.